# Байша (Лиссабон)

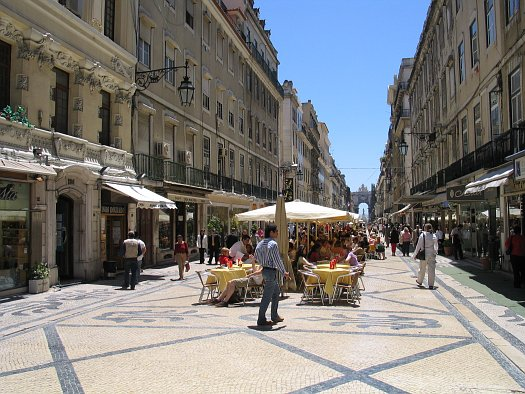
Улица Аугушта в Байше

Ба́йша, Байша Помбалина — один из центральных районов Лиссабона. Расположен в низине между двумя холмами, что обусловило его название (порт. Baixa — низкая). Байша ограничена с северной стороны площадью Росиу, с юга — площадью Комерсиу. С западной стороны от Байши находится холм, на котором располагается район Байрру-Алту; с восточной — холм, на склонах которого находится Алфама, а на вершине — замок Святого Георгия. Байша и Байрру-Алту связаны лифтом Санта-Жушта.
Средневековая Байша была полностью уничтожена катастрофическим лиссабонским землетрясением 1755 года. Восстановительные работы в городе велись под руководством маркиза Помбала. В ходе ликвидации последствий землетрясения Байша была выстроена с нуля по единому плану. Средневековый хаотический лабиринт улиц был заменён сетью прямых и широких улиц строгой прямоугольной планировки, что стало одним из первых в Европе примеров градостроительной планировки. В связи с одновременностью постройки всех зданий Байша отличается единой архитектурной стилистикой, этот стиль позднее получил имя помбалино. Кроме того, Байша стала одним из первых в истории примеров строительства целого района с учётом сейсмостойкости зданий. Учитывая вклад маркиза Помбала в строительство новой Байши, иногда район называют Байша-Помбалина (порт. Baixa Pombalina).

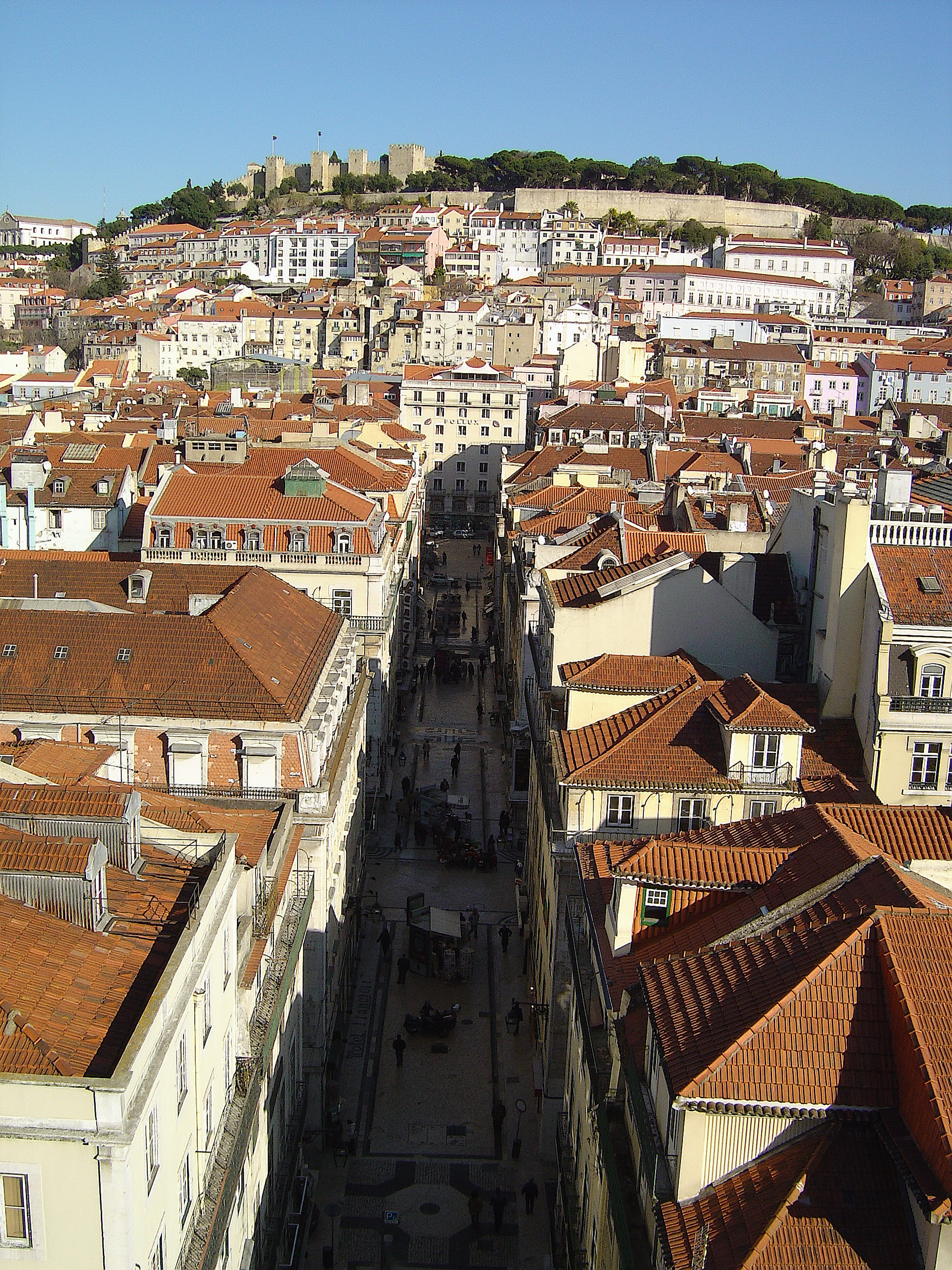
Вид на Байшу с лифта Санта-Жушта

В 2004 году Байша занесена в предварительный список Всемирного наследия ЮНЕСКО.
Байша — один из самых популярных у туристов районов португальской столицы, здесь расположено большое количество магазинов, кафе, сувенирных лавок. Среди главных достопримечательностей:
- Элевадор-ди-Санта-Жушта
- Площадь Комерсиу
- Площадь Фигейра
- Площадь Росиу